# Elizabeth Schuyler Hamilton
Elizabeth Schuyler Hamilton   (Albany, 9 d'agost de 1757 - Washington DC, 9 de novembre de 1854) va ser la directora i cofundadora del primer orfenat privat de Nova York. Estava casada amb el fundador Alexander Hamilton.

## Infància i família
Elizabeth Schuyler Hamilton va néixer a Albany, Nova York. Era la segona filla de Philip Schuyler, un general de guerra revolucionari, i de Catherine Van Rensselaer Schuyler. La seva família era una de les més riques i influents de l'estat de Nova York. En total va tenir 14 germans, dels quals 7 van sobreviure fins a l'edat adulta. Entre ells es troben Angelica Schuyler Church i Margarita ‘’Peggy’’ Schuyler Van Rensselaer

## Casament
A principis de 1780, Elizabeth va conèixer a Alexander Hamilton mentre passava una temporada amb la seva tieta a Morristown, New Jersey. Alexander Hamilton era un dels generals de George Washington, que estava destinat juntament amb el general i els seus soldats a Morristown durant l'hivern. Tanmateix, Elizabeth i Marta Washington van iniciar a Morristown una gran amistat que va continuar durant la carrera política dels seus respectius marits.
A principis d'abril Elizabeth i Alexander van obtenir permís del pare d'Elizabeth per casar-se. El casament va tenir lloc el 14 de desembre de 1780 a la Mansió Schuyler.

## Descendència
Elizabeth i Alexander Hamilton van tenir vuit fills:
- Philip (22 de gener de 1782- 23 de novembre de 1801) mort en un duel.[1]
- Angelica (25 de setembre de 1784- 6 de febrer de 1857) va patir una forta depressió després de la mort del seu germà gran i va ser a enviada a la consulta del doctor James MacDonald a Flushing, Queens on hi va passar tota la seva vida.[5]
- Alexander (16 de maig de 1786- 2 d'agost de 1875)
- James Alexander (14 d'abril de 1788- 24 de setembre de 1878)
- John Church (22 d'agost de 1792- 25 de juliol de 1882)
- William Stephen (4 d'agost de 1797- 9 d'octubre de 1850)
- Eliza (20 de novembre de 1799- 17 d'octubre de 1859)
- Philip (1 de juny de 1802- 9 de juliol de 1884)

## En la cultura popular
Doris Kenyon va interpretar a Elizabeth en la pel·lícula de 1931 Alexander Hamilton.
Elizabeth Schuyler Hamilton també ha estat interpretada en el musical de Broadway de 2015 Hamilton, escrit per Lin-Manuel Miranda. El seu paper va ser interpretat per Phillipa Soo, la qual va rebre una nominació per als Tony Award l'any 2016. El personatge d'Eliza ha rebut molts elogis per part dels crítics i comentaristes, ja que va tenir un paper molt important tant en el treball d'Alexandre com en la propagació del seu llegat.